# Apache MINA
Az Apache MINA (azaz Multipurpose Infrastructure for Network Application) egy nyílt forráskódú Java hálózati alkalmazás keretrendszer. A MINA használható skálázható, nagy hatékonyságú  hálózati alkalmazások készítésére. A MINA egységes APIkat nyújt  számos transzport protokollhoz mint pl. TCP, UDP, soros kommunikáció. Megkönnyíti továbbá a saját transzport típus implementációját. A MINA mind magas- mind alacsony szintű hálózati APIkat nyújt.
Egy felhasználó alkalmazás miközben használja a MINA API-jait, megkíméli a felhasználó alkalmazást az alacsony szintű I/O részletitől. A MINA belül I/O API-kat használ hogy végrehajtsa az aktuális I/O funkciókat. Ez megkönnyíti a felhasználók dolgát, hogy jobban koncentrálni tudjanak az alkalmazás logikára, és hagyják az I/O kezelését az Apache MINA-ra.

## Előnyei
- egységesített API-k számos transzport protokollhoz (pl. TCP/UDP)[3]
- magas ill. alacsony szintű API-kat biztosít
- testre szabható szál modell
- könnyű egység tesztelhetőség a Mock Objektumok segítségével
- Integráció a DI keretrendszerekkel mint pl. a következőkkel: Spring, Google Guice, picocontainer
- JMX menedzselhetőség

## Eszközök
Grafikus eszközök, mint pl. az Eclipse IDE, IntelliJ IDEA is használhatók hozzá.

## Külső hivatkozások
- Az Apache MINA hivatalos weboldala